# Zapote Bobal
Zapote Bobal o por su nombre original Hix Witz que significa ‘El cerro del jaguar’, es un sitio arqueológico maya precolombino, localizado al sur del río San Pedro Mártir en el departamento de Petén, al norte de Guatemala.
El nombre de Zapote Bobal le fue dado por la iniciativa del arqueólogo Ian Graham, quien descubrió el yacimiento en la década de 1970 y se refiere al gran número de árboles llamados en la región zapote bobo que hay en los alrededores y que crecen gracias a las abundantes fuentes de agua que existen en el área.
El sitio pasó desapercibido hasta el año 2003 en que el epigrafista y mayista David Stuart estableció un vínculo entre el lugar y un buen número de inscripciones que se descubrieron en otros sitios relativamente cercanos como Piedras Negras y Yaxchilán. Ese nombre encontrado en la inscripciones mayas era el topónimo Hix Witz, que en lengua maya significa  ‘cerro del jaguar’ Los estudiosos que habían reconocido el nombre por más de veinte años y que lo vincularon con un sitio real, desarrollaron entonces un proyecto de investigación en Zapote Bobal y lo denominaron Proyecto Petén nor-occidente, que en la actualidad es dirigido por los arqueólogos James Fitzsimmons del Middlebury College) y Laura Gámez de la Universidad de Pittsburgh.(PNO).

## Arqueología y arquitectura
El conjunto que integra el yacimiento fue construido en una cima natural de aproximadamente 1 km de longitud y 700 m de ancho. El centro del sitio está dado en el lugar de un “palacio”. varias pirámides (templos) y residencias para las élites de la comunidad que ahí vivió. También hay, fuera de este centro, varios montículos incluyendo uno que podría ser una pirámide de 35 m de altura. 
La escala de construcción en Zapote Bobal es bastante grande lo que sería característico de un lugar que tuvo una existencia y ocupación prolongadas; sin embargo, resulta claro que, al menos el centro de la ciudad, fue ocupado por un período corto. La dinastía real que ocupó Zapote Bobal parece haber florecido solo por un período de 200 años, desintegrándose hacia el año 800 d. C. Esto contrasta con lo que ocurrió en la mayor parte de los sitios del periodo clásico (del 200 al 900 d. C. que normalmente tuvieron largos periodos de acupación de sus sitios antes de que se presentara el colapso de la civilización maya ocurrido en el ix.
La evidencia arqueológica reciente sugiere que las áreas periféricas de Zapote Bobal estuvieron densamente ocupadas antes del apogeo del sitio y de la construcción de su centro nuclear. Más de 400 edificios han sido señalados en un radio de aproximadamente 2,5 km del centro de la ciudad.  De acuerdo con las investigaciones de Fitzsimmons, hubo una especie de imposición de un nuevo centro urbano en un conjunto sociopolítico que ya existía previamente. Este criterio junto con la evidencia de una ocupación muy corta del sitio plantea la duda del por qué y del cómo de la rápida construcción de este centro en Zapote Bobal. El hecho de que las áreas que rodean el sitio hayan sido previamente ocupadas indicaría quizá rupturas políticas en la dinastía gobernante tal como ocurrieron en algunas ciudades del clásico tardío en la zona de las tierras bajas mayas, particularmente aquellas que pertenecieron al Petexbatún.

## Vínculos con otras ciudades
Por la mayor parte del periodo clásico tardío (600-900 d. C.), Zapote Bobal fue el centro de un señorío que incluyó los sitios de Pajaral y probablemente La Joyanca. Fue gobernado por una sucesión de reyes que pertenecieron al linaje de Chan Ak (‘Serpiente-Tortuga’).  A diferencia de los señores que llevaron el título de K'uhul Ahau (‘Señor sagrado’ o ‘Señor santo’) en sus nombres, señalando la divinidad de su origen, los reyes de Zapote Bobal, solo usaron el Ahau, (‘señor’). No está claro el por qué de este hecho (estelas) pero es posible ue tratándose de un señorío más reciente que vivió bajo presiones militares y políticas, los dirigentes de Zapote Bobal no tuvieron la fuerza (real o percibida) de usar el título reverencial de K'uhul.
Zapote Bobal parece haber tenido vínculos con algunos de los sitios mayores del mundo maya antiguo. Algunas de estas relaciones eran transparentes y obvias, pero otras permanecen más oscuras. Lugares como Piedras Negras y Yaxchilán, por ejemplo, hacen mención en los glifos de sus estelas a matrimonios, y sobre todo capturas y muertes de gente de la nobleza de Zapote Bobal. No todas las imágenes que permean de Zapote Bobal son negativas: el señor B'alaj Chan K'awil de Dos Pilas, un sitio importante en el Petexbatún, parece haberse ido a Zapote Bobal buscando un refugio temporal en el siglo VIII.  Es posible que este personaje haya tomado parte en la edificación de diversos monumentos que fueron por entonces construidos en Zapote Bobal, ya que la fecha de su llegada es coincidente con el periodo constructivo de varios e importantes monumentos en la ciudad.
La mayor influencia sobre Zapote Bobal parece haber sido la que ejerció su vecino del norte, El Perú (Waká), habiendo datos, producto de las investigaciones arqueológicas, que ofrecen evidencia de la conexión existente entre las dos ciudades mayas.